# Stumfilm
Stumfilm er film uden lydspor. At fremvise film uden tale og lyd var normen i filmens barndom. Det betød ikke, at forevisningen var lydløs; ofte blev filmen akkompagneret af orgel- eller klaverspil. De større biografer brugte symfoniorkester. For at kompensere for den manglende monolog/dialog var det normalt, at der var mellemtekster med replikker mellem monologer, dialoger og regibemærkninger.
Ole Olsens Nordisk Film fremstillede mange stumfilm og nåede verdensberømmelse. Clara Pontoppidan, Poul Reumert og en lang række andre skuespillere som Valdemar Psilander og die Asta (Nielsen) medvirkede.
I løbet af 1920'erne og 1930'erne blev talefilmen almindelig. Den første talefilm var Jazzsangeren fra 1927 (den var dog en stumfilm med lyd, når det var krævet). Kriminalfilmen Lights of New York (en) fra 1928 var den første med lyd i hele filmens længde. I Danmark var den første talefilm Præsten i Vejlby fra 1931. Den første talefilm instrueret af en dansk instruktør kom i 1930, var den norske film Eskimo, der som Præsten i Vejlby var instrueret af George Schnéevoigt.

## Senere stumfilm
Efter den oprindelige æra er der kun lavet få stumfilm. Fx Jacques Tatis Les Vacances de Monsieur Hulot (1953) og Mel Brooks' Silent Movie (1976). I 2011 blev den franske film The Artist en stor kritikersucces og fik fem Oscar-statuetter, blandt andet for bedste film.